# 김영도 (바둑 기사)
김영도(金永徒, 2000년 3월 13일 ~ )은 대한민국의 바둑 기사이다.

## 약력
전북 전주 출신으로 강종화 바둑도장에서 바둑을 배웠다. 두터운 실리형 바둑을 두는 기사로 2012년 Olleh배 초등학생부 준우승과 조남철배 초등최강부 3위를 차지했다. 2014년 제1회 지역영재 입단대회를 통해 입단했다. 입단하기 전 2012년에 Olleh배 초등학생부 준우승과 2012년 조남철배 초등최강부 3위를 차지했다. 2016년 제4회 합천군 초청 하찬석 국수배 영재바둑대회 준결승에 올랐고, 2017년 제5기 합천군 초청 하찬석국수배 영재바둑대회 16강에 진출했다. 2018년 제6기 하찬석국수배 영재바둑대회 본선 16강에 올랐으며 12월에 2단으로 승단했다. 2022년 3단으로 승단했다.